# 陸中国

陸中国の位置

陸中国（りくちゅうのくに）は、東北戦争終結直後に陸奥国から分立した、日本の地方区分の国の一つ。東山道に位置する。領域はほぼ現在の岩手県にあたるが、岩手県南東部の気仙郡、陸前高田市、大船渡市、釜石市南部及び岩手県西北の二戸郡を欠き、秋田県北東部の鹿角市と小坂町を含む。

## 領域
1869年（明治元年）の制定時の領域は、現在の岩手県から下記を除き、秋田県鹿角市・鹿角郡小坂町を加えた区域に相当する。
- 二戸市
- 二戸郡一戸町
- 岩手郡葛巻町の一部（田部）
- 八幡平市の北部（古屋敷・高畑・星沢・細野以北）
- 釜石市の一部（唐丹町）
- 大船渡市
- 陸前高田市
- 気仙郡住田町

## 沿革
- 「旧高旧領取調帳」に記載されている明治初年時点での、陸奥国のうち後の陸中国内の支配は以下の通り（728村・466,080石余）。太字は当該郡内に藩庁が所在。国名のあるものは飛地領。
  - 岩手郡（85村・45,941石余） - 盛岡藩
  - 紫波郡（75村・54,630石余） - 盛岡藩、陸奥八戸藩
  - 稗貫郡（68村・51,689石余） - 盛岡藩
  - 和賀郡（69村・53,170石余） - 盛岡藩
  - 閉伊郡（138村・28,559石余） - 盛岡藩
  - 九戸郡（59村・12,537石余） - 陸奥八戸藩、盛岡藩
  - 磐井郡（86村・84,007石余） - 陸前仙台藩、一関藩
  - 胆沢郡（37村・75,764石余） - 仙台藩
  - 江刺郡（41村・38,815石余） - 仙台藩
  - 鹿角郡（70村・20,965石余） - 盛岡藩
- 慶応4年9月24日（1868年11月8日） - 戊辰戦争後の処分により仙台藩が廃藩。
- 明治元年
  - 12月7日（1869年1月19日）
    - 陸奥国が分割され、胆沢郡・江刺郡・磐井郡・和賀郡・紫波郡・稗貫郡・岩手郡・閉伊郡・九戸郡・鹿角郡が陸中国の所属となる。
    - 旧仙台藩領のうち江刺郡、盛岡藩領のうち和賀郡・稗貫郡および紫波郡・閉伊郡の各一部が信濃松本藩取締地となり、花巻県を称する[1]。
    - 盛岡藩領のうち岩手郡・九戸郡および紫波郡・閉伊郡の各一部が信濃松代藩取締地となり、盛岡県（第1次）を称する[1]。
    - 盛岡藩領のうち鹿角郡が弘前藩取締地となる。

  - 12月23日（1869年2月4日） - 旧仙台藩領のうち胆沢郡・磐井郡が上野沼田藩取締地となる。
  - 12月24日（1869年2月5日） - 戊辰戦争後の処分により盛岡藩が転封されて磐城白石藩となる。
- 明治2年
  - 1月14日（1869年2月24日） - 戊辰戦争後の処分により一関藩が減封。
  - 2月8日（1869年3月20日） - 鹿角郡が弘前藩の管轄に反対する一揆の発生により黒羽藩取締地に変更となり、北奥県を称する[1]。
  - 2月30日（1869年4月11日） - 沼田藩取締地が上野前橋藩取締地となり、伊沢県を称する[1]。
  - 3月 - 旧一関藩領・伊沢県のうち磐井郡の一部に磐城平藩が転封（実行されず）。
  - 7月22日（1869年8月29日） - 白石藩が盛岡藩に再転封となり、伊沢県のうち和賀郡・紫波郡・稗貫郡、盛岡県（第1次）のうち紫波郡・岩手郡を管轄。
  - 8月7日（1869年9月12日）
    - 盛岡県（第1次）の区域をもって江刺県を設置。
    - 北奥県の区域をもって九戸県を設置。

  - 8月12日（1869年9月17日） - 胆沢県が設置され、伊沢県および磐城平藩領（実際には管轄せず）を管轄。
  - 8月18日（1869年9月23日） - 花巻県が江刺県に編入。
  - 9月13日（1869年10月17日） - 九戸県が八戸県（第1次）に改称。
  - 9月19日（1869年10月23日） - 八戸県（第1次）が八戸藩との混同を避けるため三戸県に改称。
- 明治4年
  - 7月10日（1871年8月15日） - 盛岡藩が廃藩となり、盛岡県（第2次）を設置。
  - 7月14日（1871年8月19日） - 廃藩置県により藩領が八戸県（第2次）、一関県（第1次）となる。
  - 11月2日（1871年12月13日） - 第1次府県統合により、胆沢郡・江刺郡・磐井郡が一関県（第2次）、和賀郡・紫波郡・稗貫郡・岩手郡・閉伊郡・九戸郡が盛岡県（第3次）、鹿角郡が秋田県の管轄となる。
  - 12月13日（1872年1月22日） - 一関県（第2次）が水沢県に改称。
- 明治5年1月8日（1872年2月16日） - 盛岡県（第3次）が岩手県に改称。
- 明治8年（1875年）11月22日 - 水沢県が磐井県に改称。
- 明治9年（1876年）4月18日 - 第2次府県統合により磐井県のうち陸前国が宮城県、陸中国が岩手県に分割編入。

| 郡名               | 幕末   | 明治元年                             | 明治2年               | 廃藩置県 | 第1次府県統合         | 第2次府県統合 | 現在   |
| ------------------ | ------ | ------------------------------------ | --------------------- | -------- | --------------------- | ------------- | ------ |
| 磐井郡（一部）     | 一関藩 | 一関藩                               | 一関藩                | 一関県   | 一関県→水沢県 →磐井県 | 岩手県        | 岩手県 |
| 磐井郡（一部）     | 仙台藩 | 沼田藩取締地→ 前橋藩取締地（伊沢県） | 胆沢県                | 胆沢県   | 一関県→水沢県 →磐井県 | 岩手県        | 岩手県 |
| 胆沢郡             | 仙台藩 | 沼田藩取締地→ 前橋藩取締地（伊沢県） | 胆沢県                | 胆沢県   | 一関県→水沢県 →磐井県 | 岩手県        | 岩手県 |
| 江刺郡             | 仙台藩 | 松本藩取締地（花巻県）               | 江刺県                | 江刺県   | 一関県→水沢県 →磐井県 | 岩手県        | 岩手県 |
| 閉伊郡（南部）     | 盛岡藩 | 松本藩取締地（花巻県）               | 江刺県                | 江刺県   | 盛岡県→岩手県         | 岩手県        | 岩手県 |
| 和賀郡             | 盛岡藩 | 松本藩取締地（花巻県）               | 盛岡藩                | 盛岡県   | 盛岡県→岩手県         | 岩手県        | 岩手県 |
| 稗貫郡             | 盛岡藩 | 松本藩取締地（花巻県）               | 盛岡藩                | 盛岡県   | 盛岡県→岩手県         | 岩手県        | 岩手県 |
| 紫波郡（佐比内村） | 盛岡藩 | 松本藩取締地（花巻県）               | 盛岡藩                | 盛岡県   | 盛岡県→岩手県         | 岩手県        | 岩手県 |
| 紫波郡（大部分）   | 盛岡藩 | 松代藩取締地（盛岡県）               | 盛岡藩                | 盛岡県   | 盛岡県→岩手県         | 岩手県        | 岩手県 |
| 岩手郡             | 盛岡藩 | 松代藩取締地（盛岡県）               | 盛岡藩                | 盛岡県   | 盛岡県→岩手県         | 岩手県        | 岩手県 |
| 閉伊郡（北部）     | 盛岡藩 | 松代藩取締地（盛岡県）               | 江刺県                | 江刺県   | 盛岡県→岩手県         | 岩手県        | 岩手県 |
| 九戸郡（一部）     | 盛岡藩 | 松代藩取締地（盛岡県）               | 江刺県                | 江刺県   | 盛岡県→岩手県         | 岩手県        | 岩手県 |
| 鹿角郡             | 盛岡藩 | 弘前藩取締地→ 黒羽藩取締地（北奥県） | 九戸県→八戸県 →三戸県 | 江刺県   | 秋田県                | 秋田県        | 秋田県 |
| 九戸郡（大部分）   | 八戸藩 | 八戸藩                               | 八戸藩                | 八戸県   | 盛岡県→岩手県         | 岩手県        | 岩手県 |
| 紫波郡（ごく一部） | 八戸藩 | 八戸藩                               | 八戸藩                | 八戸県   | 盛岡県→岩手県         | 岩手県        | 岩手県 |

## 国内の施設

### 神社
令制国としての一宮ではないが、駒形神社（奥州市）が全国一の宮会により「陸中国新一の宮」として認定されている。

## 地域

### 郡
- 胆沢郡
- 江刺郡
- 磐井郡
- 和賀郡
- 紫波郡
- 稗貫郡
- 岩手郡
- 閉伊郡
- 九戸郡
- 鹿角郡

### 人口
明治5年（1872年）の調査では、人口は51万521人を数えた。